# 2016년 경찰 야구단 시즌
2016년 경찰 야구단 시즌은 경찰 야구단이 KBO 퓨처스리그에 참가한 11번째 시즌으로, 유승안 감독이 팀을 이끈 8번째 시즌이다. 팀은 6팀 중 북부리그 1위에 올라 6년 연속으로 북부리그 우승을 차지했으며, 전체 12팀 중 승률 2위를 기록했다.

## 타이틀
- 2016 WBSC U-23 야구 월드컵 동메달: 박정수, 변진수
- 아시아 윈터 베이스볼 리그 국가대표: 유승안(감독), 이윤학, 홍정우, 이종석, 박정수, 장승현, 이지찬, 윤형준, 박찬도, 심규범, 이상민, 이인복, 김기현, 김재성, 유영준, 양원혁, 임재현, 박준태
- 사이클링 히트: 양원혁 (역대 24호)
- 출장(타자): 신본기, 유영준, 이성곤 (95)
- 타석: 신본기 (412)
- 득점: 신본기 (95)
- 안타: 신본기 (116)
- 타점: 이성곤 (94)
- 사구: 이성곤 (16)
- 다승: 박정수 (11)
- 승률: 박정수 (0.917)
- 세이브: 이종석 (23)
- 홀드: 이상민 (14)
- 이닝: 이인복 (112)
- 북부리그 타율: 박찬도 (0.376)
- 북부리그 3루타: 박찬도 (6)
- 북부리그 홈런: 이성곤 (19)
- 북부리그 볼넷: 신본기 (62)
- 북부리그 장타율: 전준우 (0.638)
- 북부리그 출루율: 신본기 (0.467)
- 북부리그 탈삼진: 이인복 (74)

## 선수단
- 선발투수 : 이인복, 송윤준, 박정수, 이윤학
- 구원투수 : 김태훈, 변진수, 홍정우, 안규현, 이상민, 심규범, 조지훈, 홍상삼, 이현동, 김기현
- 마무리투수 : 이종석, 박규민
- 포수 : 김재성, 김사훈, 김태우, 장승현
- 내야수 : 신본기, 이성곤, 유영준, 윤형준, 양원혁, 이지찬, 안치홍, 임재현
- 외야수 : 전준우, 박찬도, 박준혁, 박준태, 이경록

## 같이 보기
- 2017년 경찰 야구단 시즌